# 訃報 1976年4月
訃報 1976年4月（ふほう 1976ねん4がつ）では、1976年（昭和51年）4月中に物故した、又は物故が報じられた人物についてまとめる。

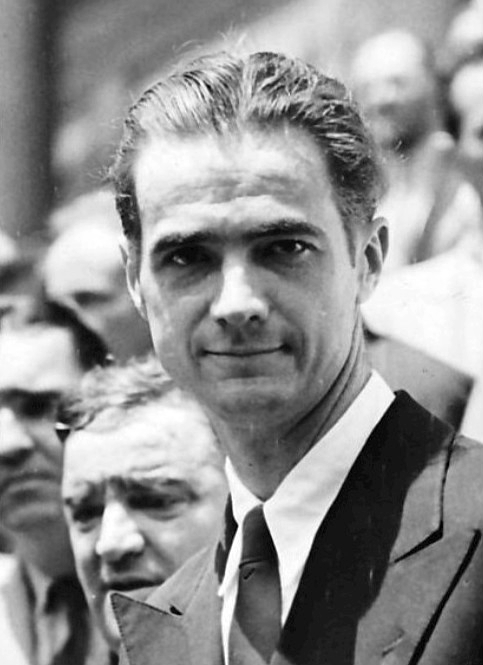
ハワード・ヒューズ / 4月5日没

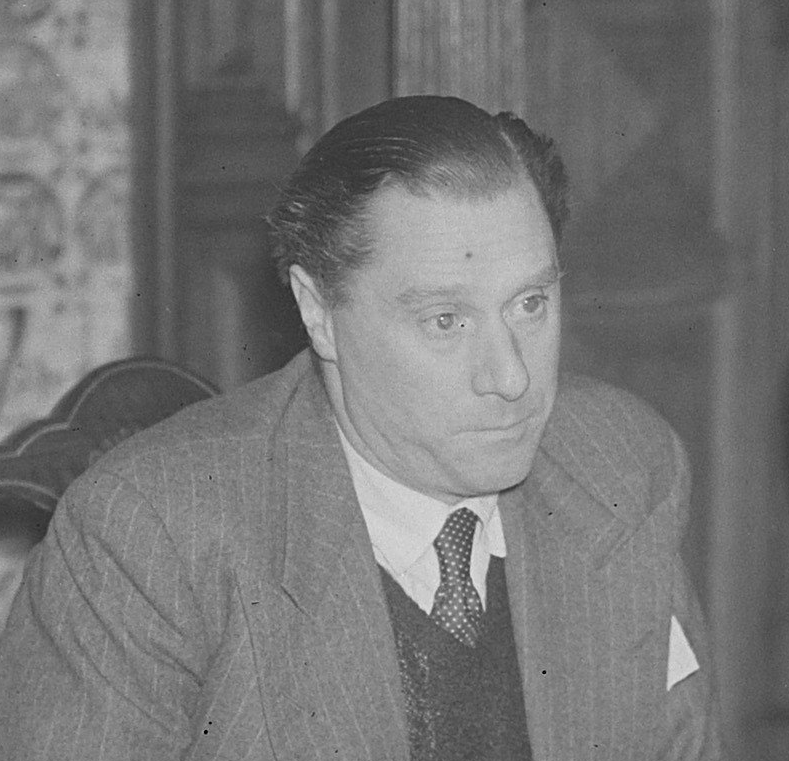
キャロル・リード / 4月25日没

## （1日 - 15日）
- 4月1日 - マックス・エルンスト、画家・彫刻家（* 1891年）
- 4月4日 - ハリー・ナイキスト、物理学者（* 1889年）
- 4月4日 - 上坂酉蔵、商学者（* 1888年）
- 4月5日 - ハワード・ヒューズ、実業家、映画製作家、飛行家（*1905年）
- 4月9日 - 春日庄次郎、社会運動家（* 1903年）
- 4月9日 - 米田豊、牧師・神学校教師・聖書学者（* 1884年）
- 4月9日 - 福島正実、編集者、SF作家（* 1929年）
- 4月9日 - 武者小路実篤、小説家（* 1885年）
- 4月9日 - 矢代秋雄、作曲家（* 1929年）
- 4月10日 - エンリコ・マイナルディ、チェリスト・作曲家・指揮者（* 1897年）
- 4月12日 - 小原鈴子、プロテスタントの牧師（* 1891年）
- 4月15日 - 松本正雄、評論家・英文学者（* 1901年）

## （16日 - 30日）
- 4月18日 - 松井佳一、水産学者・魚類遺伝学者（* 1891年）
- 4月23日 - セルゲイ・シュテメンコ、ソ連軍参謀総長（* 1907年）
- 4月23日 - カール・シェーファー、フィギュアスケート選手（* 1909年）
- 4月23日 - 稲垣平太郎、実業家・政治家（* 1888年）
- 4月25日 - キャロル・リード、映画監督（* 1906年）
- 4月25日 - アレクサンダー・ブライロフスキー、ピアニスト（* 1896年）
- 4月27日 - 東則正、ジャーナリスト・実業家（* 1886年）
- 4月27日 - 清宮博、電気工学者・実業家（* 1908年）
- 4月28日 - オイゲン・ロート、詩人（* 1895年）
- 4月28日 - リチャード・ヒューズ、作家（* 1900年）
- 4月28日 - 南政善、洋画家（* 1908年）
- 4月28日 - 岡田弥一郎、動物学者（* 1892年）
- 4月30日 - 近藤忠義、日本文学者（* 1901年）